# Решетиловка (деревня)
Решетиловка — упразднённая деревня в Одесском районе Омской области. Входила в состав Ганновского сельсовета. Исключена из учётных данных в 1980 г.

## География
Располагалась на границе с Павлоградским районом, в 8 км (по прямой) к северо-западу от села Ганновка.

## История
Основана в 1912 году. В 1928 году посёлок Решетиловка состоял из 96 хозяйств. В административном отношении входил в состав Генераловского сельсовета Одесского района Омского округа Сибирского края. В 1930-е годы организован колхоз «Красный Луч». С 1950-х годов отделение колхоза «Заветы Ильича». Упразднена в 1980 г.

## Население
По переписи 1926 г. в поселке проживало 470 человек, в том числе 231 мужчина и 239 женщин. Основное население — украинцы.